# Бомец ле Камбре
Бомец ле Камбре (фр. Beaumetz-lès-Cambrai) насеље је и општина у североисточној Француској у региону Север-Па д Кале, у департману Па де Кале која припада префектури Арас.
По подацима из 2011. године у општини је живело 607 становника, а густина насељености је износила 61,25 становника/km². Општина се простире на површини од 9,91 km². Налази се на средњој надморској висини од 121 метар (максималној 123 m, а минималној 79 m).

## Демографија
| 1962. | 1968. | 1975. | 1982. | 1990. | 1999. | 2011. |
| ----- | ----- | ----- | ----- | ----- | ----- | ----- |
| 550   | 566   | 536   | 482   | 516   | 541   | 607   |

График промене броја становника у току последњих година